# Vode
Vode su naselje u Hrvatskoj u sastavu Grada Čabra. Nalaze se u Primorsko-goranskoj županiji. 

## Zemljopis
Sjeverozapadno su Sokoli i Pršleti, sjeverno su Prhci, sjeveroistočno je Smrečje, istočno je Mali Lug, južno je Gerovo, južno-jugoistočno je Gerovski Kraj.

## Stanovništvo
| broj stanovnika | 183   | 172   | 144   | 171   | 150   | 199   | 195   | 209   | 153   | 166   | 139   | 145   | 90    | 66    | 41    | 35    | 32    |
|                 | 1857. | 1869. | 1880. | 1890. | 1900. | 1910. | 1921. | 1931. | 1948. | 1953. | 1961. | 1971. | 1981. | 1991. | 2001. | 2011. | 2021. |